# Bhajji

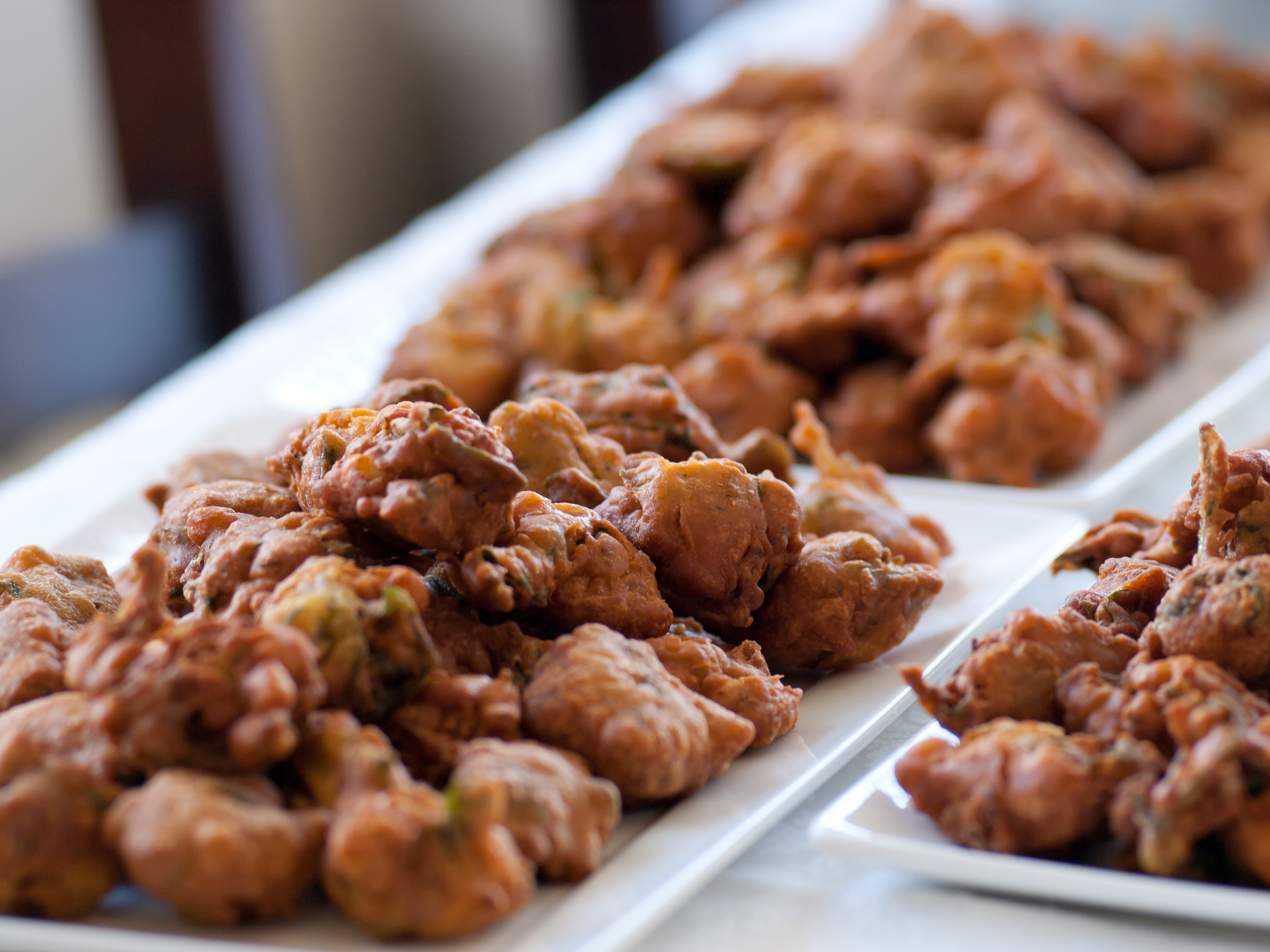
Bhajji

Bhajji este un snack condimentat indian constând în ceapă prăjită, asemănător cartofului prăjit, pentru care există aproape o mie de rețete diferite. Rețeta de bază constă pe ceapă tocată mărunt, care se dă printr-un aluat special, cu orez, făină de năut, condimente și, apoi se prăjește.
Cel mai bine sunt servite cu o frunză de salată și o felie de lămâie sau cu chutney de mango.